# Eurymedusa picta
Eurymedusa picta är en ringmaskart som beskrevs av Johan Gustaf Hjalmar Kinberg 1866. Eurymedusa picta ingår i släktet Eurymedusa och familjen Syllidae. Inga underarter finns listade i Catalogue of Life.